# 11409 Horkheimer
11409 Horkheimer è un asteroide della fascia principale. Scoperto nel 1999, presenta un'orbita caratterizzata da un semiasse maggiore pari a 3,1868215 UA e da un'eccentricità di 0,1178675, inclinata di 2,29874° rispetto all'eclittica.